# Ōnami (destroyer, 1942)
Pour les autres navires du même nom, voir Ōnami (destroyer).
L'Ōnami (大波) était un destroyer de classe Yūgumo en service dans la Marine impériale japonaise pendant la Seconde Guerre mondiale.

## Historique
Dans la nuit du 24 au 25 novembre 1943, l'Ōnami dirige une opération de transport et d'évacuation des troupes vers l'île de Buka. Il est coulé avec la totalité de son équipage lors de la bataille du cap Saint-George par les destroyers USS Charles Ausburne (en), Claxton (en) et Dyson (en), à 55 milles (89 km) à l'est-sud-est du cap Saint-George, à la position géographique 5° 15′ S, 153° 49′ E.